# مطبخ غواني كاثوليكي

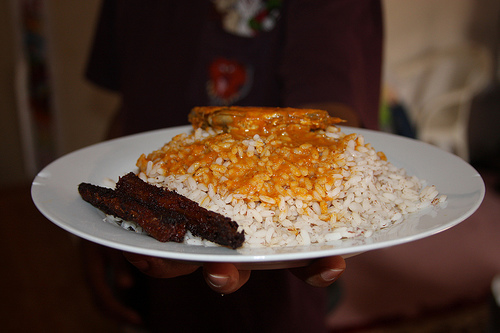
وجبة السمك والأرز، وهي من أطباق المطبخ الغواني الكاثوليكي.

المطبخ الغواني الكاثوليكي هو مطبخ المجتمعات الكاثوليكية في ولاية غوا في الهند. وهو متأثر بشكل كبير بين المطبخ الهندي الجنوبي والمطبخ البرتغالي. فضلًا عن تأثيرات المطبخ الساراسواتي والبريطاني.
ينحدر الكاثوليك في ولاية غوا، وهي منطقة على الساحل الغربي للهند من طبقة الساراسوات البراهمة وهي طبقة النبلاء الهندوسية التي أعتنقت المسيحية. بسبب هذه التأثيرات الطبقية تطورت ثقافة كاثوليكية غوانية متميزة فيها عناصر هندية برجوازية وعناصر كاثوليكية برتغالية.
المطبخ الغواني الكاثوليكي مليئ بأطباق كاملة النكهة. هو معروف يعود هذا النتوع إلى نفوذ البرتغال في المستعمرات السابقة وخاصة في مجموعة واسعة من التوابل المستخدمة. وتشمل هذه التوابل بيري بيري الصغيرة والفلفل الحار الملتهب والفلفل الأسود وكذلك القرفة الزعفران الفانيليا. زيت الزيتون هو أحد أسس المطبخ البرتغالي الذي يستعمل على حد سواء لأغراض الطهي والمنكهات في وجبات الطعام. يتم استعمال الثوم أيضاً على نطاق واسع وكذلك الأعشاب مثل الكزبرة البقدونس.